# Velký háj
Velký háj je název zalesněného území s parkovou úpravou v Praze 4 ve svahu, který severně od sídliště Novodvorská zvolna klesá k Jižní spojce. Vrcholek kopce nazývaný Nad Lesním divadlem je 275 m nad mořem. Les Velký háj je jedním z pražských lesů v soukromém vlastnictví.  

## Historie a popis
Ve Velkém háji rostou především duby a borovice. Z přírodovědeckého hlediska jde o významný les, protože tu v minulosti nikdy nebyla pole nebo pastviny, ale zalesnění lokality existuje velmi dlouhou dobu (tzv. kontinuální les). Díky tomu zůstala zejména v západní části staré dubohabřiny zachována lesní flóra, která se v druhotných lesích nevyskytuje (např. dymnivka dutá,  sasanka hajní, kostival hlíznatý, sasanka pryskyřníkovitá, ptačinec velkokvětý, jaterník podléška, v menší míře violka lesní, kokořík mnohokvětý, orsej jarní, ostřice prstnatá).
Podle územního plánu hl. m. Prahy by si měl Velký háj zachovat charakter nestavební, stabilizované, rekreační lokality se strukturou parkového lesa. Lesy hlavního města Prahy se sice starají o ochranu dřevin, les ale až na malou část není ve vlastnictví města, patří několika soukromým majitelům – fyzickým osobám. Radnice Prahy 4 přesto zpravidla každoročně na jaře organizuje úklid lesoparku, na kterém se podílejí dobrovolníci nebo firmy, využívající veřejně prospěšných prací.
S odůvodněním, že se provádí obnova lesa napadeného tracheomykózou, došlo např. v roce 2015 k vykácení jeho části. To byl jeden z důvodů pro založení spolku s názvem "Praha 4 pro život - spolek pro ochranu Velkého háje a životního prostředí v Praze 4".

## Zajímavosti
Ve východní části háje poblíž ulice Zálesí se v letech 1913 až 1958 nacházelo Lesní divadlo.
Velký háj je mezi místními někdy označován také jako Krčský les. Často se tak plete s druhým "Krčákem", který tvoří celky Kunratický a Michelský les.